# Jan Pieter de Veer
Johan  Pieter de Veer (3 augustus 1917 – 25 april 1945) was Engelandvaarder, die onderweg naar geallieerd gebied na verraad is opgepakt en in een naziconcentratiekamp om het leven is gebracht.

## Biografie
Jan Pieter, zoon van kolonel Willem Johannes de Veer en Anna Leonarda Keuskamp, werd geboren in Tjimahi, Nederlands-Indië. Als de Tweede Wereldoorlog uitbreekt, is De Veer 23 jaar en student Indologie. Hij wil zijn leven in dienst stellen van de strijd tegen nazi-Duitsland en besluit om met zijn kameraden Ajaan Hijmans en Vic Lemmens via de zuidelijke route naar Engeland te vluchten. Met behulp van verzetsorganisatie Dutch-Paris reist het drietal via Brussel en Parijs richting de Pyreneeën om de grens tussen het door nazi-Duitsland bezette Frankrijk en de neutrale Spaanse Staat over te steken.

In Toulouse komen ze in contact met de Résistance, die vluchtelingen opvangt en naar de grens begeleidt. Er wordt een konvooi van 26 man geformeerd dat naast hen bestaat uit gestrande Amerikaanse en Britse gevechtspiloten, een Joodse vluchteling en andere Engelandvaarders. De lokale berggidsen "Palo" en "Mireille" (schuilnamen van respectievelijk  Pierre Treillet en Henri Marot) hebben de leiding.
Tijdens de zware tocht door het besneeuwde berglandschap wordt het konvooi op de Col de Portet d'Aspet verraden en bij de Cabane des Evadés door een nazi-patrouille onder vuur genomen. De gevangengenomen vluchtelingen, waaronder Hijmans, De Veer en Lemmens, worden naar de Toulousaanse gevangenis Saint Michel gedeporteerd. Lemmens ziet kans om te ontsnappen door uit een rijdende vrachtwagen te springen, maar Hijmans en De Veer overleven de oorlog niet. Op 25 april 1945 - de dag dat de Amerikanen en Russen elkaar aan de Elbe de hand schudden - komt Jan Pieter de Veer in het concentratiekamp Mauthausen-Gusen om het leven, slechts 10 dagen voor de bevrijding van het kamp door het Amerikaanse Derde leger.
De oorlog heeft het gezin De Veer zwaar getroffen. De vader van Jan Pieter was kolonel bij het Koninklijk Nederlandsch-Indisch Leger en postuum drager van de Bronzen Leeuw. Hij sneuvelde in 1942 bij de Slag om de Tjiaterpas tijdens de verovering van Nederlands-Indië door Japan. Zijn broer Constant Willem de Veer, in dienst van het No. 18 (Netherlands East Indies) Squadron, kwam om toen zijn 'North American B-25 Mitchell' gevechtsvliegtuig neerstortte tijdens een noodlanding op de Stille Oceaan bij Pearl Harbor.